# Christian Schwarz-Schilling

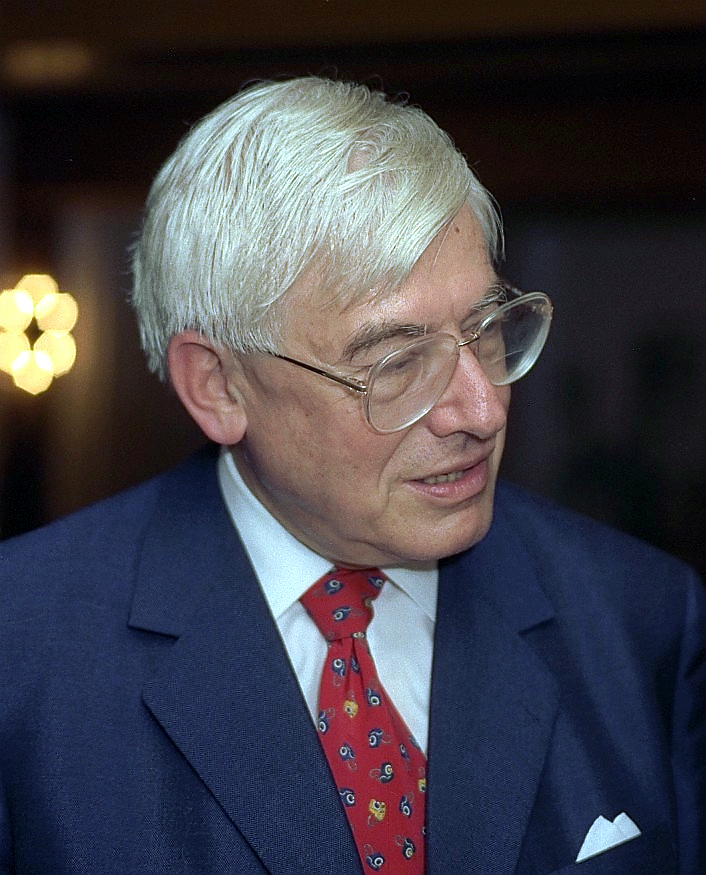
Christian Schwarz-Schilling, 1993

Christian Schwarz-Schilling (* 19. November 1930 in Innsbruck) ist ein deutscher Politiker (CDU) und Unternehmer. Er war von 1982 bis 1992 Bundesminister für das Post- und Fernmeldewesen / Bundesminister für Post und Telekommunikation. Zwischen 2006 und 2007 war er 17 Monate lang der Hohe Repräsentant für Bosnien und Herzegowina und damit verantwortlich für die Überwachung des Friedensabkommens von Dayton. Er leitete mit seiner Ehefrau Marie-Luise Schwarz-Schilling die Accumulatorenfabrik Sonnenschein.

## Ausbildung und Beruf
Nach dem Abitur 1950 am Arndt-Gymnasium Dahlem in Berlin studierte Schwarz-Schilling an der Universität München Ostasiatische Kultur- und Sprachwissenschaften und Geschichte. 1956 promovierte er zum Dr. phil. mit der Arbeit Der Friede von Shan-Yüan 1005 n. Chr. und seine Auswirkungen auf die Beziehungen zwischen dem Chinesischen Reich und dem Liao-Reich der Kitan. Anschließend begann er eine Banklehre in Hamburg. Von 1957 bis 1982 war er Geschäftsführer der Accumulatorenfabrik Sonnenschein GmbH in Büdingen.
Von 1993 bis 2002 war er Geschäftsführer der Dr. Schwarz-Schilling & Partner GmbH, eines Telekommunikations-Beratungsunternehmens aus Büdingen. Nach seinem Ausscheiden aus der Politik übernahm Schwarz-Schilling wiederholt darüber hinaus Aufgaben in Unternehmen, die sich in regulierten Märkten vorwagten, z. B. als Mitgründer der Telegate AG und von 2014 bis 2024 als Vorsitzender des Unternehmensbeirats der UPLINK Network GmbH.

## Familie
Christian Schwarz-Schilling ist der Sohn des Komponisten Reinhard Schwarz-Schilling. Seine Mutter Dusza von Hakrid war Konzertpianistin. Erst nach dem Tod seiner Eltern, während einer Reise durch Polen, erfuhr Christian Schwarz-Schilling von der jüdischen Abstammung seiner Mutter. Im Jahre 1938 veränderte ein deutscher Beamter den jüdischen Geburtsnamen seiner Mutter und verschleierte so ihre wahre Identität. Christian Schwarz-Schilling ist verwitwet, katholisch und hat zwei Töchter. Seine Frau Marie-Luise Schwarz-Schilling (1932–2024) wurde 2004 durch ihr Buch Die Ehe. Seitensprung der Geschichte bekannt.

## Partei

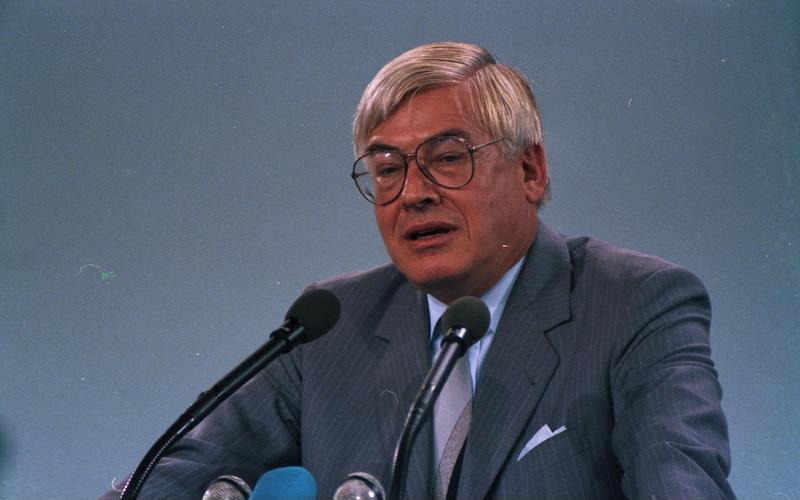
Schwarz-Schilling auf dem CDU-Bundesparteitag, 1986

Seit 1960 ist Christian Schwarz-Schilling Mitglied der CDU. Hier gehörte er ab 1964 dem Landesvorstand Hessen an, von 1967 bis 1980 als deren Generalsekretär und von 1967 bis 1996 als Erster stellvertretender Landesvorsitzender.
Von 1975 bis 1983 war er Vorsitzender des Koordinierungsausschusses für Medienpolitik der CDU/CSU und von 1977 bis 1997 stellvertretender Bundesvorsitzender der Mittelstandsvereinigung der CDU/CSU. Von 1979 bis 1982 war er außerdem Präsident des Exekutivbüros der Europäischen Mittelstands-Union.

## Abgeordneter
Von 1966 bis 1976 war er Mitglied des Hessischen Landtages und von 1970 bis 1976 Stellvertretender Fraktionsvorsitzender und kulturpolitischer Sprecher.
Von 1976 bis 2002 war er Mitglied des Deutschen Bundestages. Im Deutschen Bundestag wurde er in der 8. Wahlperiode Obmann im wirtschaftspolitischen Ausschuss und war in der 9. Wahlperiode von 1981 bis 1982 Vorsitzender der Enquête-Kommission „Neue Informations- und Kommunikationstechniken“. In der 13. Wahlperiode (1994–1998) wurde er Vorsitzender des Unterausschusses für Menschenrechte und Humanitäre Hilfe und in der 14. Wahlperiode war er von 1998 bis 2002 Stellvertretender Vorsitzender des Ausschusses für Menschenrechte und humanitäre Hilfe. Schwarz-Schilling war zuletzt (14. Wahlperiode 1998) über die Landesliste Hessen in den Deutschen Bundestag eingezogen.

## Öffentliche Ämter

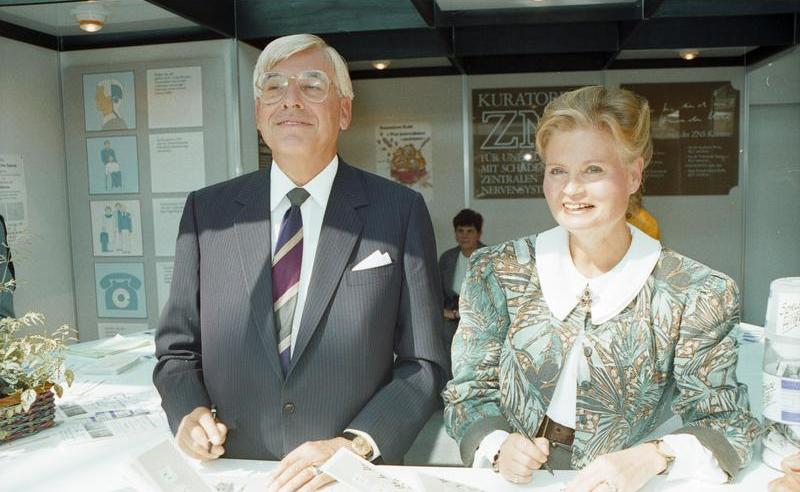
Christian Schwarz-Schilling mit Hannelore Kohl, 1989

Am 4. Oktober 1982 wurde er als Bundesminister für das Post- und Fernmeldewesen in die von Bundeskanzler Helmut Kohl geführte Bundesregierung berufen. Ab dem 1. Juli 1989 hieß das von ihm geleitete Ministerium Bundesministerium für Post und Telekommunikation. Unter seiner Leitung wurde in Deutschland das Kabelfernsehen eingeführt, das Privatfernsehen zugelassen und der Mobilfunk nach dem Standard GSM eingeführt, sowie die Privatisierung der Deutschen Bundespost eingeleitet.
Am 14. Dezember 1992 trat er von seinem Amt aus Protest gegen die Haltung der Bundesregierung im Bosnien-Krieg zurück. Das „Desinteresse seiner Generation“ sei eine der „bedrückendsten Erfahrungen überhaupt“, und eigentlich sei es das, was er bis heute nicht begreife.
Seinen vorherigen Ambitionen im ehemaligen Jugoslawien war seine Ernennung zum Hohen Repräsentanten für Bosnien und Herzegowina zu verdanken. Dieses Amt trat er am 31. Januar 2006 an. Kaum ein Jahr später kündigte er am 24. Januar 2007 seinen Rücktritt zum 30. Juni 2007 an. Die verschiedenen Gruppen in Bosnien und Herzegowina warfen ihm vor, falsche Entscheidungen getroffen zu haben und eine falsche Strategie zu verfolgen. Dem politischen Druck gab der 76-Jährige schließlich nach. In seiner wöchentlichen Kolumne schrieb Schwarz-Schilling indes, dass er lediglich sein ursprüngliches Mandat nicht verlängern werde, das Ende Juni 2007 auslief. Zum Nachfolger wurde Miroslav Lajčák ernannt.

## Kritik
Um das Kabelprojekt zu beschleunigen, setzte Schwarz-Schilling darauf, Privatfirmen an der Kabelverlegung zu beteiligen. An der Projektgesellschaft für Kabel-Kommunikation mbH war mit der 
Sonnenschein KG auch die Firma seiner Frau beteiligt, in der er die Jahre zuvor als Geschäftsführer tätig war. Seine Anteile an der Sonnenschein KG trat er erst wenige Stunden vor seiner Ernennung zum Postminister ab. Käufer dieser Anteile war der Nixdorf-Konzern. Auch seine Entscheidung, Kabel aus Kupfer zu verwenden, traf im In- wie auch Ausland auf Verwunderung: Es war bereits Anfang der 1980er Jahre abzusehen, dass Glasfaserkabel die „Technologie der Zukunft“ ist.
Während seiner Amtszeit war Schwarz-Schilling als „Kohls affärenreichster Minister“ bekannt. Auslöser dieser Affären waren meist die Verwicklungen des Familienunternehmens seiner Frau in Schwarz-Schillings politische Entscheidungen.

## Engagement
Schwarz-Schilling setzte und setzt sich bis heute für Bürgerkriegsflüchtlinge aus den Jugoslawien-Nachfolgestaaten ein. Kritisch bemängelt er die teilweise grundgesetzwidrige Abschiebung von (Teil-)Familien in eine zerstörte Heimat mehr als zehn Jahre nach deren Flucht. Die Kinder aus solchen Familien würden aus ihrer Heimat Deutschland vertrieben. Die Abschiebungen werden verantwortet von der Konferenz der Innenminister der Bundesländer. Schwarz-Schilling zählte zu den Mitbegründern der Aktion „Hessen hilft“ und fördert in vielen Fällen die Anliegen von „Pro Asyl“ und der „Gesellschaft für bedrohte Völker“ (Göttingen, GfbV). 2003 gründete er die Schwarz-Schilling-Stiftung zur Förderung von Völkerverständigung und den Dialog der Kulturen.
Am 30. Juli 2007 nahm er seine Streitschlichtertätigkeit im Rahmen des von ihm gegründeten CSSP – Verein für Integrative Mediation e. V. im Kosovo, in Mazedonien und Südserbien wieder auf. 2005 wurde das CSSProjekt für Integrative Mediation (CSSP) auf Anfrage des Deutschen Bundestags als „Lessons learned“-Projekt mit Konzentration auf Südosteuropa ins Leben gerufen, wobei CSS für seine Initialen steht. Seit 2006 ist CSSP als eingetragener Verein mit Sitz in Berlin registriert. Der methodische Ansatz der integrativen Mediation ist aus der Aufarbeitung und Weiterentwicklung der Erfahrungen des Internationalen Mediators in Bosnien und Herzegowina entstanden und zielt darauf ab, interethnische Kooperation in Postkonflikt-Regionen zu verbessern und vertrauensbildende Maßnahmen zwischen lokalen Entscheidungsträgern aufzubauen. Mit Unterstützung des Deutschen Bundestags, des Auswärtigen Amtes, der Austrian Development Agency und weiteren Förderern ist CSSP derzeit in interethnischen Konflikten in Mazedonien, Serbien, dem Kosovo und einzelnen Projekten außerhalb des Balkans tätig. Schwarz-Schilling ist als Ehrenpräsident des Vereins und Förderer von CSSP tätig. Er ist maßgeblich in die strategische Planung und dem Austausch bzw. der Zusammenarbeit mit nationalen und internationalen Akteuren involviert.
Ab dem Wintersemester 2007/2008 übernahm er eine Professur für Politische Wissenschaften an der „Sarajevo School of Science and Technology“ in Sarajewo.
Seit Herbst 2011 ist Schwarz-Schilling Mitglied des Kuratoriums der Stiftung Schüler Helfen Leben.

## Ehrungen
- 1986: Großes Verdienstkreuz des Verdienstordens der Bundesrepublik Deutschland
- 1987: Orden vom Heiligen Schatz mit Schulterband
- 1989: Großkreuz des Verdienstordens des Großherzogtums Luxemburg
- 1990: Hessischer Verdienstorden
- 1992: Großes Verdienstkreuz mit Stern des Verdienstordens der Bundesrepublik Deutschland[16]
- 1995: Heinrich-von-Stephan-Plakette
- 1997: Ehrendoktor der Bryant University in Smithfield (Rhode Island), USA
- 2002: Auszeichnung mit der Wilhelm-Leuschner-Medaille, die höchste Auszeichnung des Landes Hessen.
- 2004: Ehrenbürger der Stadt Büdingen.
- 2006: Verleihung der Manfred-Wörner-Medaille[17]
- 2007: Hessischer Friedenspreis[18]
- 2013: Light of Truth Award der International Campaign for Tibet (ICT) verliehen vom 14. Dalai Lama[19]
- 2014: Alfred-Dregger-Medaille in Gold[20]
- 2019: Ehrenbürger der Stadt Sarajevo[21]

## Kabinette
- Kabinett Kohl I – Kabinett Kohl II – Kabinett Kohl III – Kabinett Kohl IV